# Discorso di Udine
Il discorso di Udine è un famoso discorso pronunciato da Benito Mussolini a Udine il 20 settembre 1922 in occasione di una adunata fascista. Il titolo ufficiale del discorso era: "L'azione e la dottrina fascista dinanzi alle necessità storiche della Nazione". Fu poi pubblicato nello stesso anno a Firenze da "Carpigiani e Zipoli".
Questo discorso apre la prima fase della politica economica fascista, che va dal 1922 al 1925. Centro di questa politica è il liberalismo, interpretato dal fascismo in un'accezione diversa da quella classica e che non esclude l'intervento statale a supporto delle iniziative individuali. Con questo discorso Mussolini rende palese il virare delle sue simpatie: da sostenitore della repubblica, egli si avvicina alla monarchia, in ottica preparatoria in vista della marcia su Roma, che sarebbe avvenuta solo poche settimane dopo (28 ottobre 1922).

## I contenuti
Il discorso di Udine anticipa le modalità comunicative dei discorsi del futuro duce e della linea politica fascista.
Dal punto di vista formale, il discorso è paradigmatico: Mussolini consolida le idee utilizzando pochi punti chiari e semplici, imposti come imperativi del regime, esposti in brevi sezioni del discorso autoconclusive e molto esplicite. Mussolini premette che avrebbe fatto "una eccezione alla regola che mi sono imposta: quella, cioè, di limitare al minimo possibile le manifestazioni della mia eloquenza", e promette un discorso "squisitamente fascista, cioè scheletrico, aspro, schietto e duro".

### Il richiamo a Roma immortale
(Benito Mussolini, "Discorso di Udine")

### La disciplina
(Benito Mussolini, "Discorso di Udine")

### La violenza
(Benito Mussolini, "Discorso di Udine")

### Le masse
(Benito Mussolini, "Discorso di Udine")

### La politica estera
(Benito Mussolini, "Discorso di Udine")

### La monarchia
In fondo io penso che la monarchia non ha alcun interesse ad osteggiare quella che ormai bisogna chiamare la rivoluzione fascista. Non è nel suo interesse, perché se lo facesse, diverrebbe subito bersaglio, e, se diventasse bersaglio, è certo che noi non potremmo risparmiarla perché sarebbe per noi una questione di vita o di morte. Chi può simpatizzare per noi non può ritirarsi nell'ombra. Deve rimanere nella luce. Bisogna avere il coraggio di essere monarchici. Perché noi siamo repubblicani? In certo senso perché vediamo un monarca non sufficientemente monarca. La monarchia rappresenterebbe, dunque, la continuità storica della nazione. Un compito bellissimo, un compito di una importanza storica incalcolabile.»
(Benito Mussolini, "Discorso di Udine")
Due anni dopo, Piero Gobetti invocherà questa parte del discorso di Udine per dimostrare che il sequestro della sua rivista, avvenuto nel giugno 1924, non costituiva vilipendio della monarchia.

### La distruzione della democrazia
(Benito Mussolini, "Discorso di Udine")

### L'economia
(Benito Mussolini, "Discorso di Udine")